# كريس بينغهام
كريس بينغهام (بالإنجليزية: Chris Bingham)‏ هو سائق سباق أمريكي، ولد في 15 ديسمبر 1971.